# Rùm
Rùm oder Rum (auch Rhum) ist eine Insel der Inneren Hebriden südlich der Hauptinsel Skye. Sie besteht vorwiegend aus Granit, und ihre größte Erhebung ist der 810 Meter hohe erloschene Vulkan Askival in der Cuillin-Kette, in der Platin und seltene Minerale zu finden sind.

## Geschichte

### Urgeschichte
Rùm wurde spätestens im 8. Jahrtausend v. Chr. von Jägern und Sammlern besiedelt. Bei Kinloch, an der Fundstätte Kinloch Farm Fields, fanden sich verkohlte Schalen von Haselnüssen, die auf 6600 v. Chr. datiert werden konnten. Zu dieser Zeit kehrten die Wälder, zuvor verdrängt in der letzten Eiszeit, nach Norden zurück, zunächst vor allem Erle, Hasel und Weide. Am Loch Scresort wurde ein Strandlager auf die Zeit zwischen 6500 und 5500 v. Chr. datiert. Dessen Errichtung erklärt sich möglicherweise aus einem lokalen Vorkommen von Blutjaspis, das die Jäger und Sammler zu Waffen und Werkzeugen verarbeiteten. Darüber hinaus lässt sich Fischfang nachweisen, etwa an einem Muschelhaufen bei Papadil im Süden und anhand von Überresten von Gezeitenfallen bei Kinloch und Kilmory.
Pollenanalysen und Mooruntersuchungen zeigen, dass um 3470 v. Chr. der Wald zurückging, wiewohl erst ab 2460 v. Chr. die Neolithisierung nachgewiesen werden kann. Weitere prähistorische Stätten fanden sich bei Kilmory, Papadil und Shellesder, doch ließen sie sich nicht näher datieren.

### Normannen
Ob der Heilige Beccan von Rùm († 677) auf der Insel gelebt hat, ist kaum zu erweisen. Aus dieser Zeit stammen vielleicht die einfachen Steinpfeiler bei Kilmory und Bagh na h-Uamha (‚bay of the cave‘).

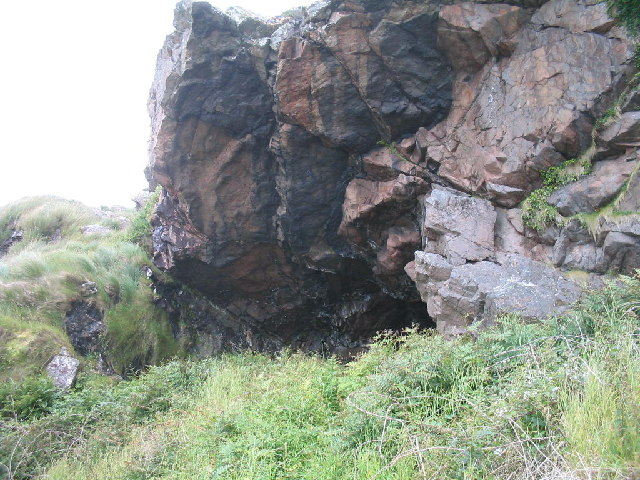
Die Höhle an der Bagh na h-Uamha, wo sich normannische Artefakte fanden

Von 833 bis 1266 gehörte die Insel zum Königreich der Inseln. Allerdings ist der einzige Beleg für Aufenthalte auf der Insel ein Stück bearbeiteten Elfenbeins von einem Narwal, das 1940 bei Bagh na h-Uamh entdeckt wurde.

### Schottische Herrschaft
Im 13. Jahrhundert gehörte die Insel dem Macruarie-Clan. Mit dem Frieden von Perth fiel sie 1266 formal an Schottland, wobei die Macruaries weiter große Autonomie besaßen. Durch Heirat fiel sie 1346 an John MacDonald, Lord of Islay. Wahrscheinlich diente die Insel schon im Mittelalter als Jagdrevier und war nur sehr dünn besiedelt. Noch 1625 gab es nur drei Dörfer auf der Insel. Mitte des 16. Jahrhunderts, vielleicht auch schon um 1450, gehörte die Insel den MacLeans of Coll. Möglicherweise geschah der Wechsel im Zusammenhang mit der neunmonatigen Gefangenschaft des Allan MacRuarie of Clanranald auf Coll. 1549 gehörte die Insel zu Coll, doch die wahren Herren waren die Macleans von Duart. 1588 wurden die kleinen Inseln von Lachlan Maclean of Duart überfallen, dem sich vielleicht hundert Spanier angeschlossen hatten, die nach der Niederlage der Armada versprengt worden waren. Die offenbar fast entvölkerte Insel wurde von Clanranald zurückerobert, blieb aber formal in den Händen der Maclean of Coll.

### Bäuerliche Wirtschaft
Ende des 17. Jahrhunderts wurde die Insel weniger als Jagdrevier denn als Bauernland genutzt. Schwarzrinder, Fisch, Gerste und Kartoffeln wurden auf das Festland ausgeführt, hinzu kam Schafwolle, die nach Glasgow ging. Das Strandrecht brachte gelegentlich Luxuswaren wie Wein auf die Insel. 

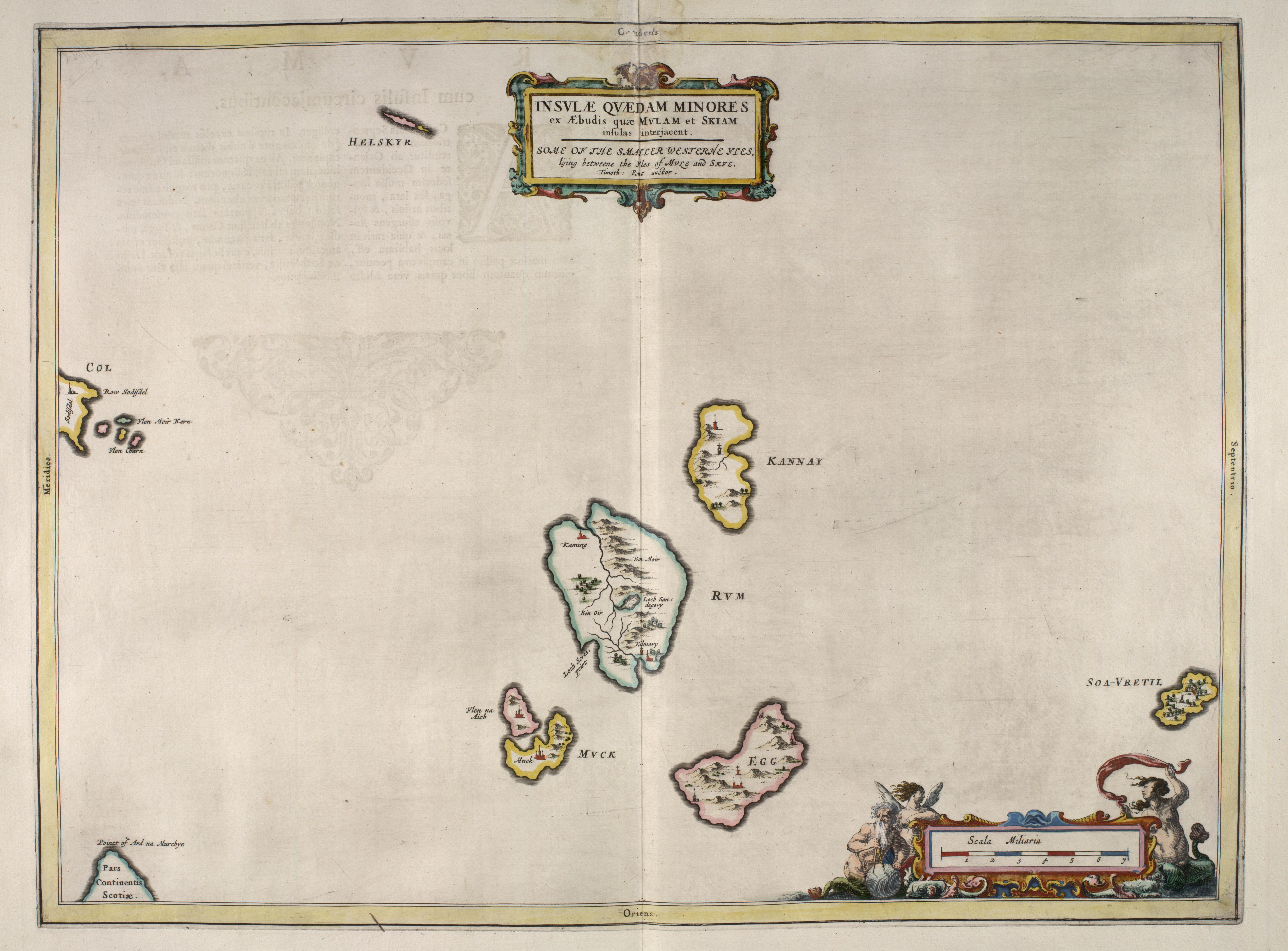
Willem Blaeus Atlas of Scotland (1654); im Zentrum Rùm, umgeben von Kannay, Egg und Muck

Einen Priester besaß die Insel nicht, ebenso wenig eine Kirche. Die Kleidung wurde von den Frauen aus Wolle gesponnen und selbst gewebt, die Schuhe von den Männern hergestellt, die auch Leder gerbten. Dennoch wuchs die Bevölkerung schnell, so dass der heimische Rothirsch (Cervus elaphus) in der zweiten Hälfte des 18. Jahrhunderts verschwand.
1801 existierten neun kleine Dörfer auf der Insel, die zum Teil vom Kelp lebten. Die einst dicht bewaldete Insel war nun ohne Bäume, wenn man von Kinloch absieht.

### Lachlan Maclean, Entvölkerung (ab 1826), Schafweide

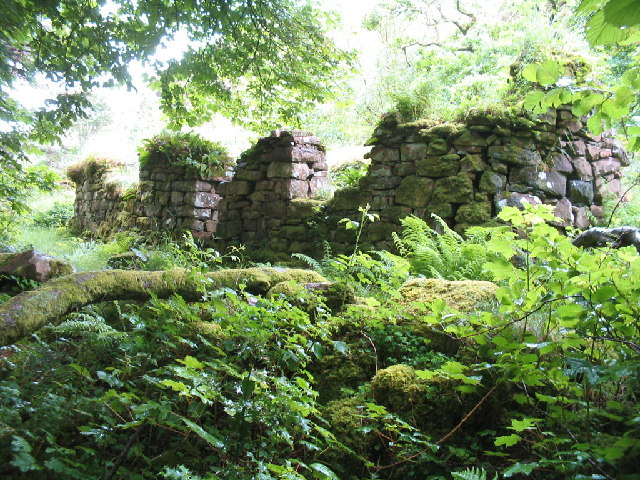
Eines der 1826 verlassenen Häuser

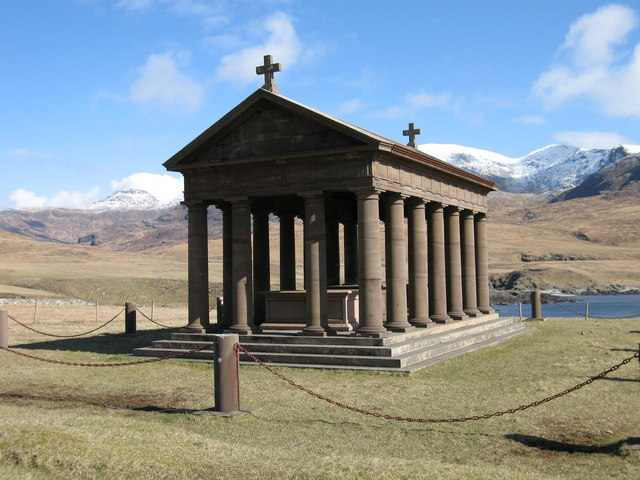
Bullough-Mausoleum in Harris on Rùm, im Hintergrund Rùm Cullin

1825 wurde die Insel an Lachlan Maclean, einen Verwandten des Hugh Maclean of Coll, verpachtet. Innerhalb eines Jahres mussten die etwa 450 Einwohner die Insel verlassen. Am 11. Juli 1826 bestiegen etwa 300 von ihnen die überfüllten Schiffe Highland Lad und Dove of Harmony. Sie sollten nach Kanada, genauer nach Cape Breton in Neuschottland segeln. Für die Kosten der Überfahrt kamen Lachlan und Maclean of Coll auf. Die verbleibende Bevölkerung folgte 1827 auf der St. Lawrence, hinzu kamen rund 150 Einwohner von Muck, das ebenfalls Maclean of Coll gehörte.
Dieser Exodus war Teil der sogenannten Highland Clearances, der Räumung des schottischen Hochlandes zugunsten der flächendeckenden Einführung der Schafzucht. Die oftmals Deportationen gleichkommenden, meist erzwungenen Auswanderungen begannen im späten 18. Jahrhundert und dauerten bis zum Ende des 19. Jahrhunderts an. Im Unterschied zur Landflucht initiierten die Gutsherren die Clearances, viele wehrten sich dagegen, das Land ihrer Vorfahren verlassen zu müssen. Lachlan machte aus Rùm eine Schafweide für 8000 Tiere, doch geriet die Schafzucht in eine Preiskrise. Lachlan war 1839 bankrott. Ein englischer Geschäftsmann wollte aus der Insel einen Wald für Hirsche machen. 
MacLean of Coll verkaufte die Insel 1845 an den 2. Marquess of Salisbury, der daraus eine Jagdsportstätte machte. Von 1870 bis 1888 gehörte sie der Familie Campbell. 
Die Insel gehörte von 1891 bis 1939 George Bullough (1870–1939), einem reichen Erntemaschinenbauer aus Accrington in Lancashire, der dort zwischen 1898 und 1901 Kinloch Castle errichten ließ. Als er die Insel erwarb, hatte sie 60 bis 70 Einwohner, die allesamt Schafhirten oder Angestellte des Besitzers waren. Bauernhöfe gab es keine. Bullough wurde auf der Insel in einem steinernen Mausoleum unter einem achteckigen Turm begraben. Später wurde er in ein Mausoleum nach der Vorlage eines griechischen Tempels beigesetzt. Als Besitzer folgte ihm 1939 sein gleichnamiger Sohn George. 

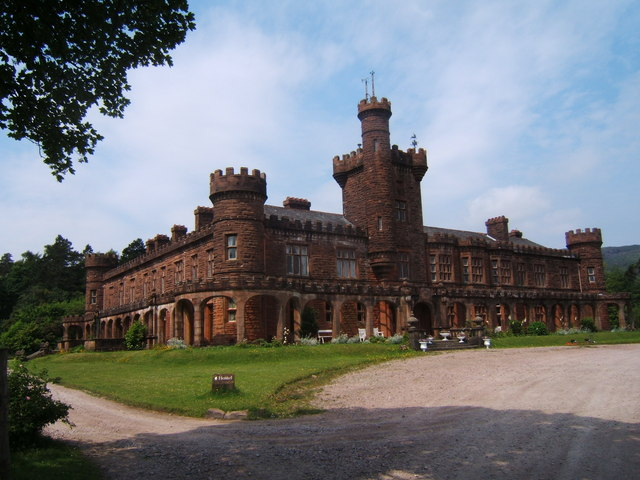
Kinloch Castle

Auf dem Besitz waren etwa 100 Angestellte beschäftigt, darunter 14 Untergärtner, die Kilts trugen. Neben Golf- und Squashplatz bestanden beheizte Schildkröten- und Krokodilteiche, dazu eine Voliere mit exotischen Vögeln und Treibhäuser für Feigen, Nektarinen, Pfirsiche und Trauben. Doch im Laufe der 1920er Jahre begann das Familienvermögen zu schrumpfen, Sir George verlor das Interesse an der Insel. Seine Witwe jedoch besuchte die Insel zuletzt 1954 im Alter von 85 Jahren. Auch sie wurde auf Rùm beigesetzt (1967).

### Natur- und Landschaftsschutzgebiet (seit 1957)
1957 erwarb der Rat für Naturschutz (Nature Conservancy Council, heute NatureScot) die Insel von der Bullough-Witwe für 23.000 Pfund. Dieser wandelte Rùm in ein Naturschutzgebiet um. 2011 hatte die Insel noch 22 Einwohner.

## Flora und Fauna
Zur Fauna der Insel gehören Rotwild, Otter, Robben, Ziegen, Seeadler und  Eiderenten. Im Frühsommer brüten etwa 100.000 Atlantiksturmtaucher auf der Insel.